# Amillarus secundus
Amillarus secundus är en skalbaggsart som först beskrevs av Friedrich F. Tippmann 1951.  Amillarus secundus ingår i släktet Amillarus och familjen långhorningar.
Artens utbredningsområde är Venezuela. Inga underarter finns listade i Catalogue of Life.